# Macropsis cerea
Macropsis cerea är en insektsart som först beskrevs av Ernst Friedrich Germar 1837.  Macropsis cerea ingår i släktet Macropsis, och familjen dvärgstritar. Arten är reproducerande i Sverige.